# The Bouncer
The Bouncer (яп. バウンサー Баунса, «Вышибала») — японская компьютерная игра в жанре избей их всех для приставки PlayStation 2, разработанная в 2000 году компаниями Square и DreamFactory. Дизайн персонажей выполнил известный художник Тэцуя Номура, тогда как музыку для саундтрека написали композиторы Норико Мацуэда и Такахито Эгути.
В игре рассказывается история о трёх вышибалах, которые бросают вызов могущественной корпорации, чтобы спасти похищенную злодеями девочку. По структуре The Bouncer состоит из нескольких уровней, а сюжет во многом зависит от того, каких именно героев игрок выберет для прохождения тех или иных участков.
Это первая игра Square для PlayStation 2. Несмотря на то, что ещё перед релизом она удостоилась лестных отзывов со стороны прессы и была названа одним из ключевых тайтлов стартовой игротеки консоли, после выхода ей сопутствовали сдержанные продажи и смешанные рецензии.

## Игровой процесс
Управление сильно напоминает Tobal No. 1, другой файтинг, появившийся в результате сотрудничества компаний Square и DreamFactory. Определённые кнопки геймпада позволяют персонажам наносить удары в трёх плоскостях: верхние, средние и нижние. Кроме того, герои могут прыгать, блокировать атаки и выполнять специальные удары. Во время стычек с врагами важным аспектом боя является такая особенность физического движка, которая позволяет подбрасывать противников вверх и наносить удары по находящимся в воздухе врагам, как бы жонглируя ими. Также присутствует возможность бросить одного противника в находящихся рядом других — при этом урон получают все попавшие под бросок. В данном случае разработчиками использована физика «тряпичной куклы».
The Bouncer содержит большое количество кинематографических видеороликов, прерываемых геймплейными сценами сравнительно редко. Как только дело доходит до драки игроку каждый раз позволяют выбрать одного из трёх персонажей со своими уникальными характеристиками и приёмами, в то время как оставшиеся двое будут сражаться под контролем искусственного интеллекта. После каждого сражения начисляются так называемые «очки вышибалы», своеобразные очки опыта, посредством которых персонажи растут характеристиками и выучивают новые движения. В ходе прохождения, кроме того, постоянно увеличивается ранг персонажей, обозначенный латинскими буквами от G до S.
Как правило, отряду противостоит группа противников, и для продвижения по сюжету надо одолеть их всех. Иногда на пути героев встаёт босс, значительно более сильный противник по сравнению с остальными. Между сражениями игроку нередко предлагаются разнообразные геймплейные задачи, например, быстро пробежать через длинный коридор, чтобы не быть смытыми потоком воды. Помимо обычного сюжетного режима есть также режим на выживание, где персонаж на протяжении десяти уровней сражается с огромным количеством врагов, которые постепенно становятся всё сильнее и сильнее. Также присутствует многопользовательский режим, позволяющий нескольким игрокам сразиться друг против друга.

## Сюжет
В центре сюжета три вышибалы Сион, Вольт и Коу, а также их юная подруга Доминика. Однажды ночью, в первый день работы Сиона, на бар, где они работают, совершают нападение силы могущественной корпорации Микадо и похищают находившуюся там девочку. Персонажи отправляются её спасать, при этом каждый из них руководствуется собственными мотивами. В ходе развития событий им предстоит столкнуться с грозными противниками, повстречать давно забытых знакомых из прошлого и выяснить истинную причину похищения Доминики. Выдаваемая игрой информация во многом зависит от выбора персонажей для прохождения конкретных участков, к примеру, если в некоторых моментах выбрать Коу, можно услышать телефонные разговоры, отсутствующие при выборе Сиона и Вольта.

## Разработка
Созданием игры руководили два геймдизайнера, Сэйити Исии из DreamFactory и ветеран Такаси Токита из Square, тогда как дизайн персонажей выполнил иллюстратор Тэцуя Номура, более известный по играм серии Final Fantasy. Токита отмечал, что главной возникшей трудностью был технический аспект производства, поскольку разработчики впервые столкнулись с железом PlayStation 2, и это была самая продвинутая и одновременно самая сложная консоль на то время. Сотрудники DreamFactory решили построить геймплей на основе предыдущих своих проектов, сделанных в соавторстве со Square, такими в частности как Ehrgeiz и Tobal 2, при том что в графическом плане ими была проделана масштабная работа, задействованы современные фильтры и освещение. Впервые The Bouncer анонсировали на выставке Tokyo Game Show 1999 года, назвав первой игрой для PlayStation 2 от Square. Изначально некоторые обозреватели воспринимали проект как некое продолжение Ehrgeiz, однако после показа на выставке Electronic Entertainment Expo стало ясно, что это будет совершенно отдельный продукт со своим уникальным сюжетом и персонажами.
Написанием музыкального сопровождения занимался дуэт композиторов, Норико Мацуэда и Такахито Эгути. Их труды были выпущены в виде двух отдельных альбомов. 23 марта 2001 года в продаже появился двухдисковый сборник The Bouncer Original Soundtrack, содержащий 29 композиций из игры. За ним 26 марта последовал диск под названием The Bouncer Original Video Game Soundtrack с 21-й звуковой дорожкой. Композиции в своём большинстве инструментальные, хотя присутствуют среди них и треки с женским вокалом. Например, в оригинальной версии есть песня «Forevermore», исполненная японкой Реико Нодой, тогда как в английской версии во время финальных титров играет «Love Is The Gift» с вокалом американской певицы Шанис.
The Bouncer стала первой игрой для PlayStation 2 с поддержкой пятиканального звука Dolby Digital, но он используется в основном только в ходе сюжетных видеовставок. Помимо субтитров игра содержит голосовое озвучивание, как на японском, так и на английском языках. Примечательно, что английские голоса были записаны первыми, поскольку продюсеры с самого начала ориентировали игру на западный рынок. Позже аниматоры привели движения губ персонажей в соответствие с записанными голосами.

## Отзывы и критика
| Сводный рейтинг    | Сводный рейтинг |
| Агрегатор          | Оценка          |
| ------------------ | --------------- |
| GameRankings       | 60,79 %         |
| Metacritic         | 66/100          |
| Иноязычные издания |                 |
| Издание            | Оценка          |
| Famitsu            | 31/40           |
| GamePro            | [ 14 ]          |
| GameRevolution     | C+              |
| GameSpot           | 6,7/10          |
| IGN                | 7/10            |
| OPM                | [ 17 ]          |

В год релиза на территории Японии было продано 219 тысяч копий The Bouncer, что позволило ей занять девятую позицию местного игрового чарта, составленного по итогам 2000 года. В 2001 году продажи составили 132 тысячи, это лишь 86-е место среди наиболее продаваемых игр данного периода.
Так как игра разрабатывалась известными разработчиками и должна была появиться одновременно со стартом PlayStation 2, обозреватели широко освещали её в прессе, возлагая на проект большие надежды. Однако после выхода некоторые критики были разочарованы, появились отрицательные рецензии, называющие игру посредственной. Во многом причиной этому послужило удаление обещанных элементов, присутствовавших в показанном на Е3 трейлере. Например, предполагалось, что персонажи с лёгкостью смогут крушить все встречающиеся на пути декорации, но в итоговой версии этот аспект геймплея практически незаметен. Рецензия интернет-портала IGN указывает на недостаточно проработанное управление и неудобную камеру. Среди подвергшихся критике моментов также называются излишняя протяжённость кат-сцен и слишком долгое время загрузки при переходе между разными участками локаций. Несмотря на это, есть и положительные отзывы, в основном касающиеся графики и музыкального сопровождения. Так, сайт GameSpot похвалил всю визуальную составляющую, начиная с дизайна персонажей и заканчивая прорисовкой задних планов.